# Goniapteryx obtusa
Goniapteryx obtusa là một loài bướm đêm trong họ Erebidae.